# الاستيلاء على وادي الحسي
بدأ الاستيلاء على وادي الحسي وما جاوره من سلسلة تلال «سوسج ريدج»، مساء يوم 7 نوفمبر 1917، حيث دار قتال شديد بهدف احتلاله خلال يوم 8 نوفمبر ولم يُطهر حتى الساعات الأولى من يوم 9 نوفمبر، في بداية مرحلة المطاردة ضمن هجوم جنوب فلسطين خلال حملة سيناء وفلسطين في الحرب العالمية الأولى. وقد تمكنت وحدات حرس المؤخرة لقوات الدولة العثمانية المنسحبة التابعة لمجموعة جيش يلدريم، والتي كانت تتمتع بموقع قوي استراتيجياً في شمال غزة، من تثبيت وحدات الإمبراطورية البريطانية المتقدمة التابعة لقوة التجريدة المصرية.
ولما انتصرت قوة التجريدة المصرية في معركة بئر السبع، تهاوى خط بئر السبع-غزة نتيجة لسلسلة من الهجمات في تل الخويلفة وهريرة والشريعة وغزة. وأقامت الفرقة السابعة العثمانية، وهي إحدى وحدات الجيش العثماني المنسحبة، خطاً دفاعياً على الجانب الشمالي من وادي الحسي والذي شمل سلسلة تلال سوسج ريدج. حمت هذه التلال الطريق والسكك الحديدية، التي كانت تسير على طولها الأرتال العثمانية المنسحبة، من تعرضها لهجوم في 8 نوفمبر من قبل الفرقة 52 (الأراضي المنخفضة) التابعة لقوة التجريدة المصرية وذلك بعد عبورها الوادي بسرعة إلى حد ما في وقت متأخر من يوم 7 نوفمبر. ومع ذلك، دافع حرس المؤخرة العثماني بقوة عن التلال طوال النهار ومعظم الليل، بدعم من هجوم الخيالة العثمانية على الجناح الشمالي للمشاة البريطانية، حتى سقطت أخيراً في وقت مبكر من يوم 9 نوفمبر. بحلول ذلك الوقت كان حرس المؤخرة قد انسحب بنجاح مع الأرتال العثمانية المتراجعة.

## خلفية تاريخية
انخرطت قوة التجريدة المصرية في قتال عنيف بين 1 و7 نوفمبر، مع حرس المؤخرة العثماني القوي في تل الخويلفة ضمن تلال الخليل الجنوبية، وفي هريرة والشريعة على السهل البحري، وفي غزة بالقرب من ساحل البحر المتوسط. وذلك بعد الاستيلاء على بئر السبع في 31 أكتوبر والتي سقطت في قبضة قوات الجنرال إدموند ألنبي. وقرب نهاية الأسبوع، تمكن الجيش العثماني من الانسحاب تماماً وبانتظام ليلاً، تحت حماية فعالة من حرس المؤخرة. لم يُهزم الفيلق الثاني والعشرون العثماني في غزة، لكنه أجرى انسحاباً تكتيكياً ذكياً من المدينة، مما دلل على قدرته على الحركة العملياتية والتكتيكية. وانسحبت حامية غزة في ثلاثة مفارز، بينما تحركت الفرقة 53 العثمانية شرقاً، مما أخر مطاردة فيلق الصحراء، واحتلت الفرقة الثالثة العثمانية موقعاً قوياً في الخطوط الخلفية في بيت حانون، بينما أقامت الفرقة السابعة العثمانية خط دفاعات في وادي الحسي. ومع ذلك، بالتزامن مع الاستيلاء على وسط الخط عند الشريعة، مكّن احتلال غزة من تحقيق تقدم سريع ومباشر نحو الشمال، مما حال دون تعزيز موقع حرس المؤخرة في وادي الحسي. كان هذا الوادي هو ثاني مجرى مائي رئيسي على الساحل الفلسطيني، حيث يتدفق بالتوازي مع وادي غزة وعلى بعد 12 ميلاً (19 كم) شماله.

## المقدمات

تُظهر خريطة فولز رقم 6 الدفاعات العثمانية من غزة إلى تل الشريعة في الساعة 18:00 يوم 6 نوفمبر مع الإشارة إلى إخلاء غزة من النزلة وجباليا باتجاه هوج وبيت حانون ووادي الحسي وخط سكة حديد فلسطين العثماني. وهي تُظهر أيضاً العطاونة وخربة زحيليقة والجمامة.

عرقل حرس المؤخرة للجيش الثامن العثماني تقدم الفيلق الحادي والعشرين بقيادة الفريق إدوارد بولفين وفيلق الصحراء الراكب بقيادة الفريق هاري شوفيل من قوة التجريدة المصرية في 7 و8 نوفمبر.

### الانسحاب العثماني من غزة
دافع الفيلق 22 بقيادة رفعت باشا ومقره في جباليا عن غزة خلال معركة غزة الثالثة، وكان يحتفظ بمواقع شديدة التحصين حول غزة:
- صمدت الفرقة 53 المسلحة بـ3,100 بندقية من عند شاطئ البحر المتوسط لغاية الجانب الشرقي من غزة (إحدى الفرق المشاركة في معركة غزة الثانية).
- الفرقة 3 المسلحة بـ3,698 بندقية على يسارها (إحدى الفرق المشاركة في معركتي غزة الأولى والثانية).
- الفرقة 7 المسلحة بـ2,886 بندقية في احتياطي الجيش الثامن في دير سنيد. كان الفيلق مدعوماً بـ116 مدفعاً وستة مدافع بحرية كبيرة وعدة بطاريات من الهاوتزر عيار 150 ملم.[8][9] كانت إحصاءات البنادق هي المسجلة حتى 30 سبتمبر 1917. دون ذكر المدافع الرشاشة، التي حلت تدريجياً محل 25% من البنادق في كل كتيبة مشاة، اعتباراً من 10 أغسطس 1917.[10] كان من الممكن إدراج هذه الفرق في التنشيط العام للقوات الهجومية بأسلوب العاصفة، عبر الجيش العثماني بأكمله. وقد أمر أنور باشا بإنشاء كتائب ومفارز هجومية في مجموعة جيش يلدريم في 1 سبتمبر 1917.[11]

لم يُهزم الفيلق 22 العثماني بعد القتال المحدود خلال المعركة الثالثة، وتمكن من الانسحاب تكتيكياً بمهارة من غزة، والذي أظهر خلاله الفيلق قدرته على الحركة العملياتية والتكتيكية.

#### طريق غزة-بئر السبع
سيطر اللواء 233 من الفرقة 75 (الفيلق 21) على تل المخفر على المشارف الشرقية لغزة في الساعة 01:00 يوم 7 نوفمبر، أثناء احتلال قوة التجريدة المصرية لغزة، دون مقاومة تذكر. إلا من الرماة العثمانيون الذين قاوموا احتلالهم «للتل الأخضر» و«لابرينث» في الساعة 05:00، وبحلول الساعة 07:00 كان للواء 233 دوريات في المنطار. ومع ذلك، تأخر اللواء 234 (الفرقة 75) على يمينهم، من قبل الوحدات العثمانية المدججة بالمدافع الرشاشة، التي تدافع عن «خندق بير» ومعقل «روود» على طريق غزة-بئر السبع. استهدف هؤلاء الحراس الخلفيون مؤخرة قوة التجريدة المصرية خلال النهار، مما أدى إلى تأخير تسليم النقل من الفيلق 20 إلى الفيلق 21.
دافع عن معقلي «تانك» و«العطاونة» حرس مؤخرة عثماني قوي، استهدف الأعداد المتزايدة من مشاة قوة التجريدة المصرية بمدفعيتهم. تقدمت وحدات قوة التجريدة المصرية خلف أجنحة معاقل «العطاونة» و«روود» و«تانك» واحتلتها في النهاية بحلول الليل. كان ألنبي قد قرر بحلول ظهر يوم 7 نوفمبر تجنبهم، قائلاً «يجب أن تستسلم حاميتهم، فأنا لن أخسر الرجال بالهجوم عليهم.» في صباح يوم 8 نوفمبر، تقدمت مفرزة من الفرقة 10 (الأيرلندية) للفيلق 20 على طول الطريق المؤدي إلى غزة من بئر السبع، لإيجاد اتصال مع القوة المركبة للفيلق 21 بالقرب من العطاونة، بعد أن اجتاز «معقل هايربين» عديم الدفاع على سوسج ريدج.

#### الفرقة 53 العثمانية
تقدمت الفرقة 53 العثمانية شرقاً نحو هوج بعد إخلاء غزة، وسارت عبر جبهة سلاح الفرسان المتقدم، لوقف الاختراق المُهدد لفيلق الصحراء، ولتغطية الأرتال المنسحبة. توقفت قوة النخبة لهذه الفرقة العثمانية مؤقتاً والتحمت مع الأسراب المتقدمة من اللواء الثاني من الخيول الخفيفة واللواء السابع الخيالة على يمينها، لكنها انسحبت نحو وادي الحسي عندما هددها اللواء الأول من الخيول الخفيفة. لكن الفرقتان العثمانية 16 و26 تمكنتا من الانسحاب، دون اعتراضهما، تحت غطاء هذا الهجوم.

#### دفاعات وادي الحسي
كانت المجموعة الثانية من حامية غزة المنسحبة قد سارت خلال الليلة السابقة لكسب المسافة والوقت لإنشاء دفاعات ميدانية خفيفة في موقع قوي شمال وادي الحسي، على بعد سبعة أميال (11 كم) شمال شمال شرق غزة. وبنت على الكثبان الرملية وفي المنطقة المزروعة القريبة سلسلة من الخنادق القصيرة. وقاومت خلف هذه الدفاعات قوة التجريدة المصرية طوال اليوم، واتخذت موقعاً صلباً على وادي الحسي. وقد انسحبت الفرقة 53 في اتجاه هذا الخط الذي تتمركز عنده الفرقة السابعة، بينما تمركزت الفرقة الثالثة على بيت حانون.
يقوم وادي الحسي في تلال الخليل، ويمتد غرباً حتى البحر على بعد 7 ميل (11 كم) شمال غزة. كانت مياهه متاحة على مدار السنة، في حالات غير السيول، إما في برك كبيرة أو تحت السطح مباشرة. أقام حرس المؤخرة العثماني خطوطاً من الخنادق على الضفة الشمالية، في قرية هربيا الصغيرة، وفي المناطق الزراعية، وعلى الكثبان الرملية، بحيث استفادوا إلى أقصى حد من نقاط القوة الطبيعية في المنطقة. إلا أن هذا الخط الثاني لم يكن بنفس قوة خط غزة إلى بئر السبع، وكان عرضة للهجوم من الجنوب فوق الكثبان الرملية.
كان الهدف من حرس المؤخرة هذا هو تأخير تقدم قوة التجريدة المصرية حتى هطول أمطار الشتاء. حيث كان الجيش العثماني يأمل في أن يتمكن من تثبيت قوة التجريدة المصرية في الوحل حتى الربيع، عندما كان من المتوقع وصول التعزيزات من حملة بغداد في بلاد الرافدين إلى جنوب فلسطين، جنباً إلى جنب مع الفرق العثمانية من سالونيك. مع إمكانية وصول الكتائب الألمانية أيضاً بعد انسحاب روسيا من الحرب.

### مطاردة قوة التجريدة المصرية
تولت الفرقة 54 (شرق أنجليا) (الفيلق 21) مهام الحامية في غزة في 7 نوفمبر، بينما تقدم اللواء 162 عبر الحدائق والحقول إلى الطريق الرئيسي شمال المدينة. في حين أنه أُشير إلى أن الفرقة 54 (شرق أنجليا) احتلت لاحقاً وادي الحسي، ومع ذلك، اضطرت هذه الفرقة إلى البقاء في غزة بسبب مشاكل في الإمدادات. ولم يكن الفيلق في وضع يسمح له بالتحرك أي مسافة، على الرغم من وضع مستودعات حصص الإعاشة والذخيرة ومخازن المهندسين في مواقع مخفية في منطقة الفيلق 21 قبل معركة غزة الثالثة. انتقلت جميع وسائل النقل الخاصة به تقريباً باستثناء جرارات الذخيرة إلى الفيلق 20 وفيلق الصحراء الراكب لأجل هجماتهم خلال معركة بئر السبع.
أمر الفيلق 21 الفرقة 52 (الأراضي المنخفضة) بأخذ خط من طريق يافا شمال الشيخ رضوان إلى البحر على المشارف الشمالية لغزة، واللواء 157 (الفرقة 52) مع سرب من فوج فرسان الفيلق 21 على يمينه، بالبدء في «مطاردة بالمشاة» بالمرور عبر الفرقة 54 (شرق إنجلترا) للتقدم على طول شاطئ البحر المتوسط، من أجل احتلال الشيخ حسن بحلول الساعة 12:15. قُدم الدعم للواء 157 أيضاً من قبل اللواء 264 من المدفعية الميدانية الملكية (بعجلات مدرعة) والسرية الميدانية 413 من المهندسين الملكيين. وبحلول الساعة 16:00، شوهدت هذه القوات تسير على طول الساحل باتجاه مصب وادي الحسي، وهو أقرب خط دفاعي محتمل شمال غزة.

#### بيت حانون
صدرت أوامر للفرقة 75 (الفيلق 21) بقيادة اللواء فيليب بالين، مع لواء فرسان الخدمة الإمبراطورية الملحق به على الجانب الشرقي من غزة، باستغلال أي اختراق محتمل. مر لواء الفرسان، الذي كان يقوم بمهام الدوريات المتمركزة في تل الجيمي أثناء القتال من أجل خط غزة-بئر السبع، عبر أنقاض غزة في الساعة 09:00. وصلوا إلى بيت حانون في الساعة 13:00، حيث واجه لواء فرسان الخدمة الإمبراطورية جزءاً من حامية غزة التي تدافع عن موقع مؤخرة قوي على سلسلة من التلال على بعد 1.5 ميل (2.4 كم) جنوب شرق بيت حانون.
تقدم الفرسان الرَمَّاحون [الإنجليزية] من فوجي حيدر أباد وميسور عبر جباليا للاتصال مع أسراب جلاسكو ولانكشاير وهيرتفوردشاير التابعة لفوج الفرسان 21، الذي يسيطر على الأرض المرتفعة في بيت لاهيا على بعد 5 أميال (8.0 كم) شمال غزة، لتهديد الجناح العثماني. وفي حوالي الظهر، كانت الذخائر العثمانية الموجودة على رأس السكة الحديدية بالقرب من بيت حانون تنفجر. في وقت مبكر من بعد الظهر، توجه الفوج الثاني عشر من الخيول الخفيفة (اللواء الرابع من الخيول الخفيفة، الفرقة الأسترالية الراكبة) إلى الشمال الغربي لتسليم لواء فرسان الخدمة الإمبراطورية رسالة، حيث كان لواء الفرسان خارج الاتصال مع الفيلق 20 و فيلق الصحراء الراكب. والتقيا على بعد ميل واحد (1.6 كم) شرق بيت حانون في الساعة 14:45. سلمت الخيالة الخفيفة أوامر لواء فرسان الخدمة الإمبراطورية «لمحاولة سد الثغرة» عبر مهاجمة الحرس الخلفي العثماني في وادي الحسي بالقرب من طمرة شمال بيت حانون. (انظر الخريطة التخطيطية التي توضح تقدم لواء فرسان الخدمة الإمبراطورية والفرقة 52 (الأراضي المنخفضة) في 7 نوفمبر 1917).
وبينما استولى فوج سلاح الفرسان على بيت لاهيا، تقدم رَمَّاحو حيدر أباد في الساعة 15:00 للاستيلاء على التلال غرب بيت حانون عند الشيخ منعم، ولكن كانت القرية محمية بقوة من قبل العديد من مفارز المدافع الرشاشة العثمانية. ولكنهم تقدموا إلى التلال المطلة على بيت حانون من الشرق، على الرغم من مواجهة مقاومة كبيرة، واستولوا على الموقع، وثلاثة وعشرين أسيراً، ومدفع عيار 5.9 ملم (0.23 بوصة) ومدفع هاوتزر عيار 150 ملم (5.9 بوصة) وكمية كبيرة من الذخيرة. كما استولوا على آلات سليمة لضخ المياه. إلا أنها كانت تعمل بالغاز المصنوع من الفحم والذي كان لا بد من تحويله قبل استخدامها. ونتيجة لذلك، اضطرت الأفواج إلى الانسحاب إلى جباليا للحصول على المياه. وفي الساعة 16:55، ورد أن حرس المؤخرة العثماني لا يزال مسيطراً على بيت حانون، مع تركز القوات في المجدل، البلدة القديمة لمدينة عسقلان وبيت دراس. وبحلول المساء، طارد الرَمَّاحون من لواء فرسان الخدمة الإمبراطورية القوة العثمانية حتى طمرة ودير سنيد.

## المعركة
تقدم اللواء 157 (الفرقة 52) وسلاح الفرسان والمدفعية والمهندسين الملحقين به، في أقصى يسار مطاردة قوة التجريدة المصرية، سبعة أميال (11 كم) شمال غزة على طول الشاطئ المغطى بالمنحدرات، إلى مسافة نقطة واحدة وخمسة أميال (2.4 كم) من تحصينات الجيش العثماني على ضفاف وادي الحسي، حيث توفر الكثبان الرملية غطاءً جيداً لاقترابهم من الجنوب. وصل اللواء 157 عبر وادي الحسي بالقرب من مصبه بحلول غسق يوم 7 نوفمبر.
عبرت كتائب الغداريين الملكية الاسكتلندية والحدود الاسكتلندية الملكية التابعة للواء 155 (الفرقة 52)، الوادي خلف كتائب مشاة المرتفعات الخفيفة التابعة للواء 157 (الفرقة 52) في 8 نوفمبر «ومددت خطها شمالاً... إلى منطقة من الكثبان الرملية يحدها الساحل من اليسار وسلسلة من التلال، أطلق عليها راسمو الخرائط اسم (سوسج ريدج)، والتي يمر خلفها الطريق والسكك الحديدية.» امتدت سوسج ريدج من الحافة الجنوبية لقرية بربرة. لمسافة ثلاثة أميال (4.8 كم) جنوباً باتجاه دير سنيد، وتنتهي تقريباً على الضفة اليمنى لوادي الحسي، على بعد ثلاث نقاط وخمسة أميال (5.6 كم) داخلياً من الساحل. تمسك حرس المؤخرة العثماني للفرقة السابعة العثمانية بهذه التلال بقوة والذي أعاق تقدم قوة التجريدة المصرية في قتال حامي لمعظم اليوم، حيث نجحت الفرقة في تغطية غالبية الأرتال المنسحبة أثناء انسحابها شمالاً على طول الطريق والسكك الحديدية إلى الشرق وخلف سوسج ريدج.
صدرت أوامر للواءين 155 و157 بالاستيلاء على سوسج ريدج في الساعة 05:30. وكان من المقرر أن يهاجما التلال الواقعة إلى الشمال الغربي من هيربيا وليس بعيداً عن رأس أبو عمير، بدعم من اللواء 164 من المدفعية الملكية الميدانية، دون علم العميد جون بولوك ماكول الذي يقود اللواء 155، والمدافع البحرية على سفن من نوع مونيتور عند مصب وادي الحسي.

### تلة رأس أبو عمير
لم تشرع الكتيبة الخامسة من فوج مشاة المرتفعات الخفيفة وتلتها الكتيبة السابعة من (بليثسوود)، من مشاة المرتفعات الخفيفة (اللواء 157)، في الهجوم على رأس أبو عمير، وهي تلة مرتفعة شرق الموقع الرئيسي حتى حلول الظلام في 7 نوفمبر. وبحلول الساعة 20:20 لم تلقيا مقاومة شديدة، واستولتا على هدفهما مع مدفع رشاش وبعض البنادق، لكن بلا أسرى.
فيما استولى اللواء 157 على الجزء الجنوبي فقط من تلة رأس أبو عميرة في الليلة السابقة. وبناء عليه، في 8 نوفمبر، أُبلغ العميد هاملتون مور، قائد اللواء 157، أن مساهمات لوائه ستكون دفاعية. مدد مور جناحه شمالاً على طول تلة رأس أبو عميرة، بينما كان اللواء 155 يتقدم لمهاجمة سوسج ريدج على يساره، وذلك لمهاجمة حرس المؤخرة العثماني الذي يتشبث بالجزء الشمالي من التلة، والذي كان له أهداف واضحة عند تقدم اللواء 155. على الرغم من المقاومة الشديدة لحرس المؤخرة، طهرت الكتيبة السابعة من مشاة المرتفعات الخفيفة معظم تلة رأس أبو عمير، بينما أكملت كتيبة الطليعة في اللواء 155، كتيبة الحدود الاسكتلندية الملكية الخامسة، المهمة بحلول الساعة 10:30.

### سوسج ريدج
عندما استطلع بولوك ماكال، قائد اللواء 155، ميدان المعركة المقترح لتلة رأس أبو عمير، وجد أن سوسج ريدج كان على بعد 1000 ياردة (910 م) من رأس أبو عمير، وكان ارتفاعه أكثر من مائتي قدم (61 م) في بعض الأماكن، مع أحادير محصنة مبنية على الواجهة الغربي. كما اكتشف بجانب هذه الدفاعات العثمانية الهائلة أن التلال تمتد شمالاً أكثر مما أشارت إليه الخرائط، وقدرته مسبقاً، ونتيجة لذلك كان اقتراب اللواء 155 سيعرض وحدات المشاة البريطانية لهجوم من الشمال من قبل القوات المعادية من عسقلان. وصل بولفين، قائد الفيلق 21، إلى مقر اللواء جون هيل للفرقة 52 (الأراضي المنخفضة)، وعلى الرغم من القوة البشرية التي جرى تقديرها حديثاً للموقع، «كان لابد من تنفيذ الهجوم حسب الأوامر». وأصبحت جميع الوحدات في موقعها للهجوم في الساعة 16:00، إلا أنه لم يتبق سوى ساعة واحدة من ضوء النهار للتقدم ثلاثة أميال (4.8 كم).

#### اللواء 157
سيطر اللواء 157 على القطاع الجنوبي، وصدرت له الأوامر في الساعة 13:30 بالهجوم «بكامل قوته»، دون ترك أي وحدات لتعزيز جناحهم الشمالي. كان من المقرر أن يهاجم اللواء 157 عبر هيربيا للاستيلاء على الحافة الجنوبية من سلسلة سوسج ريدج المطلة على خط السكة الحديدية الفلسطيني العثماني الذي يمتد من بيت حانون إلى محطة التقاطع. وكان من المقرر أن تمتد سرية أرغيل وساذرلاند هايلاندرز الخامسة والكتيبة الخامسة من فوج مشاة المرتفعات الخفيفة «على طول الطرف الجنوبي لتلة رأس أبو عمير» وتتقدما للأمام، بينما كان من المقرر أن تعبر فرقة مشاة المرتفعات الخفيفة السادسة الوادي الواقع جنوب غرب سوسج ريدج، في حركة التفاف خلال تواجدها على الضفة الجنوبية لوادي الحسي. تقدم اللواء 157 دون مقاومة حتى قطع ثلاثة أرباع الطريق من هيربيا باتجاه سوسج ريدج، وعند الغسق تكبد خسائر كبيرة من النيران الكثيفة للبنادق والمدافع الرشاشة.
واصل اللواء 157 مهاجمة الطرف الجنوبي من سوسج ريدج، ونجح في احتلال الأرض مع حلول الظلام. وصلت قوات الطليعة في كتيبة أرغيل وساذرلاند هايلاندرز الخامسة والكتيبة الخامسة من مشاة المرتفعات الخفيفة إلى سفح التل بحلول الساعة 18:00 وانطلقت على شكل مستقيم للوصول إلى القمة. اقتربت مجموعات صغيرة من الجنود البريطانيين من «أماكن قريبة» للقوات العثمانية، تحت وابل نيران المدافع الرشاشة العثمانية، والمعززة بقاذفات ألغام قصيرة المدى، حيث قاتلوا بعضهم البعض بالقنابل والحراب. نفذت كتيبة عثمانية هجوماً مضاداً بعد بضع دقائق مما أدى إلى طرد البريطانيين من التلال. كما طردوا أربع مرات، بعد تنظيمهم، عندما قُتل العديد من البريطانيين بالحراب. نظم الناجون صفوفهم، بعد خسارة جميع ضباطهم وضباط الصف، وكرروا الهجوم. ومع ذلك، كان المدافعون العثمانيون مسلحين أيضاً بالقنابل اليدوية وهاونات الخنادق.
أُمرت كتيبة مشاة المرتفعات الخفيفة الخامسة «بالصمود» بعد تكبدها خسائر فادحة، بينما تحركت الكتيبة الاحتياطية السابعة من مشاة المرتفعات الخفيفة من خلالها لتولي الهجوم، مع تشكيل كتيبة مشاة المرتفعات الخفيفة الخامسة الاحتياطية. في هذه الأثناء، ظهرت فاعلية حركة الالتفاف لكتيبة مشاة المرتفعات الخفيفة السادسة، والتي تقدمت ببطء في تشكيل متقارب عبر الرمال، لأن المدافعين لم يكونوا مستعدين لهجوم جانبي، على الطرف الجنوبي الغربي من سوسج ريدج. استولى هجوم عام على طول الخط بأكمله على الموقع بالحراب في الساعة 20:50، باستثناء موقع حرس المؤخرة على المرتفعات التي تبعد مائتي ياردة (180 م). استولت دوريات الضباط المتمرسة على هذه الأراضي المرتفعة وأمكن تطهير الموقع بأكمله بحلول الساعة 03:30 يوم 9 نوفمبر. وتكبد اللواء 157 أكثر من 400 ضحية.

#### اللواء 155
عبرت كتيبتا الغداريين الملكية الاسكتلندية 1/4 و1/5 وكتيبتا الحدود الملكية الاسكتلندية 1/4 و1/5 (من اللواء 155) وادي الحسي ومرت عبر كتيبة مشاة المرتفعات الخفيفة التابعة للواء 157 لتمديد الخط شمالاً، وبذلك وصل اللواء 155 إلى الكثبان الرملية لساحل البحر المتوسط. انتظم اللواء 155 على تلة رأس أبو عمير في الساعة 12:30، على بعد ثلاثة أرباع ميل (1.2 كم) إلى الشمال الشرقي على جبهة امتدادها 1200 ياردة (1100 م) مع كتيبة الحدود الاسكتلندية الملكية الخامسة على اليمين، وكتيبة الغداريين الملكية الاسكتلندية الرابعة في المركز، وكتيبة الغداريين الملكية الاسكتلندية الخامسة على اليسار، وكتيبة الحدود الملكية الاسكتلندية الرابعة في الاحتياط. غطى فوج فرسان الفيلق جناحهم الشمالي الأيسر، بينما غطى لواء فرسان الخدمة الإمبراطورية جناحهم الأيمن، أثناء مهاجمة مواقع حرس المؤخرة العثماني في وادي الحسي بالقرب من طمرة. وقع الهجوم في الساعة 14:20 تحت نيران المدفعية المعادية الثقيلة من أربع بطاريات ميدانية ومدفعين هاوتزر ميدانيين ومدفع هاوتزر عيار 150 ملم ومدفعين سريعين عيار 100 ملم. لم يتمكن اللواء 264 من المدفعية الملكية الميدانية أو السفن قبالة الساحل من تحديد موقع هذه المدافع.
اقتربت كتيبة الغداريين الملكية الاسكتلندية الخامسة (اللواء 155) على الجانب الشمالي من القوة المهاجمة من خط أهدافها على بعد حوالي 1000 ياردة (910 م) إلى اليسار، نتيجة لتقدم مُهدد لسرب من سلاح الفرسان العثماني من عسقلان، عندها انطلقت نيران المدافع الرشاشة على الكثبان الرملية و«كبحت التقدم بالكامل». أجبرت سرية مشاة مُشغلي الرشاشات على التراجع، ولكن حدثت ثغرة بين الكتيبتين الخامسة والرابعة من الغداريين الملكية الاسكتلندية. وقعت هجمات مضادة أمامية لكتيبتين مدعومتين بمدافع الهاوتزر الجبلية والمدافع الرشاشة، بمؤازرة سلاح الفرسان العثماني من عسقلان، قبل سد الثغرة. عرقلت إحدى السرايا التابعة لكتيبة الغداريين الملكية الأسكتلندية الخامسة سلاح الفرسان ولكنها أُجبرت على التراجع تدريجياً حتى عاد الجناح الأيسر من اللواء إلى نقطة البداية على تلة رأس أبو عمير، مما أجبر الجناح الأيمن واللواء بأكمله على الانسحاب. في هذا الوقت تكبدت قوات المشاة البريطانية 285 ضحية. أجبر هذا الهجوم المضاد الذي حدث حوالي الساعة 16:00 لواء المشاة على التوجه شمالاً لمواجهة الهجوم. وظل هناك في انتظار التعزيزات.

## النتائج
نجح حرس المؤخرة العثماني في تغطية انسحاب حامية غزة لمدة يومين كاملين، كما نجا حرس المؤخرة القوي البالغ قوامه 1000 من الأسر. لقد رآهم الأسكتلنديون عندما وصلوا إلى قمة سوسج ريدج، وهم يسيرون شمالاً في تشكيل منظم كامل، «دون أي تقييد على الإطلاق». أسرت كتائب المشاة البريطانية حوالي 12 سجيناً لكنها تكبدت 700 ضحية. ومع ذلك، بحلول مساء يوم 8 نوفمبر، سقطت جميع المواقع العثمانية التي كانت تشكل خط غزة-بئر السبع. وكان الجيش الثامن في حالة انسحاب كامل.
بدأت مطاردة فيلق الصحراء عبر سهل فلسطين الجنوبي، والتي انتهت في النهاية على بعد حوالي 50 ميلاً (80 كم) شمالًا، في صباح يوم 8 نوفمبر، بعد كسر خط الدفاع العثماني في المركز عند الشريعة.
كتب ألنبي في 8 نوفمبر: المعركة على قدم وساق. لقد طردنا الأتراك في الشمال والشمال الشرقي. وقواتي المُطَارِدة تبعد عشرة أميال عن غزة، وتتحرك بسرعة. لقد انعزل الكثير من الأتراك - تماماً في شمال غزة. لا أعلم إن كانوا سيُأسرون؛ ولكن ليس هناك وقت نضيعه في الإمساك بهم. لقد غادروا فجأة إثر انفجار ضخم هذا الصباح - من المفترض أنه لذخيرة. جيشي منتشر في كل مكان، على جبهة طولها حالياً 35 ميلًا... وطياروننا يقضون أجمل أوقات حياتهم؛ في القصف وإطلاق النار على الأرتال المنسحبة... أعتقد أن كريس فون كريسنشتاين نفسه على مشارف خط يافا-القدس.— رسالة ألنبي بتاريخ 8 نوفمبر 1917
حلقت 28 طائرة بريطانية وأسترالية في وقت متأخر من بعد ظهر يوم 8 نوفمبر، فوق هوج، مقر القوة العثمانية، في تشكيل قاصف استهدف بالقنابل والرشاشات؛ المطارات الألمانية والعثمانية، وتقاطعات السكك الحديدية، ومخازن الذخيرة، والقوات التي تسير في تشكيل متقارب. تعرضت عراق المنشية للإغارة مرتين خلال النهار حيث أُلقيت عليها مائتي قنبلة، أصابت ثمان وأربعون منها عشر طائرات معادية جاثمة على الأرض. وقُصفت التينة في اليوم التالي، حيث تضررت تسع طائرات معادية على الأقل. وقعت هجمات جوية متواصلة تقريباً على محطات السكك الحديدية والقوات أثناء سيرها ووسائل النقل، بينما أُسقطت طائرة ألمانية بالقرب من وادي الحسي.
أصدر مقر القيادة العامة لقوة التجريدة المصرية قبل منتصف ليل 8 نوفمبر، تعليمات للفيلق 21 لإرسال الفرقة 75 للانضمام إلى الفرقة 52 (الأراضي المنخفضة) في المطاردة. وكان هدفهم التالي هو خط جولس-حمامة على بعد 20 ميلاً (32 كم) شمال شرق غزة. على الرغم من أن القوة المختلطة استولت على موقع الفرقة 75 في الشيخ عباس في 9 نوفمبر، أخرت عودة وسائل النقل تقدم هذه الفرقة. بينما كانت الفرقة 75 تنتظر عودة قطارها، انسحب لواء فرسان الخدمة الإمبراطورية إلى بيت حانون للحصول على الإمدادات والمؤونة والماء، ولم تتمكن الفرقة 54 (شرق أنجليا) من التقدم من غزة لأن وسائل النقل الخاصة بالفرقة انتقلت إلى الفرقة 52 (الأراضي المنخفضة). لم يتمكن الفيلق 20 من التحرك حيث انتقلت وسائل نقله إلى الفيلق 21، في حين تقدم فيلق الصحراء شمالاً. وانسحبت الفرقة 10 (الأيرلندية) والفرقة 74 (يومانري) إلى كارم للحصول على الإمدادات، ولم تتمكن الفرقة 60 (لندن) من التحرك من هوج لأنها كانت تفتقر أيضاً إلى وسائل النقل. علاوة على ذلك، ظلت الفرقة 53 (الويلزية)، جنباً إلى جنب مع لواء البنادق النيوزيلندية ولواء الجمال الإمبراطوري، على خط المواجهة في منطقة تل الخويلفة، بينما انسحبت الفرقة 19 العثمانية.
كان اللواء 156 (البنادق الاسكتلندية) التابع للفرقة 52 (الأراضي المنخفضة)، بقيادة العميد أرشيبالد هربرت ليجيت، هو اللواء الوحيد من تلك الفرقة القادر على التقدم في 9 نوفمبر. وكان اللواءان 155 و157 التابعان للفرقة يعيدان تنظيم صفوفهما بعد قتال عنيف في سوسج ريدج في اليوم السابق، بينما تقدم اللواء 156 شمالاً على طول الساحل. أرسل اللواء دوريتين مشاة لدعم سرب من سلاح الفرسان في الفيلق 21 لاستطلاع عسقلان لكن هذا السرب لم يستطع التحرك لأن الرجال والخيول ظلوا بلا ماء لمدة 36 ساعة. اكتشفت دوريات اللواء 156 أن الجيش العثماني هجر عسقلان. فواصلت طريقها إلى المجدل، وهي قرية كبيرة تبعد 16 ميلاً (26 كم) شمال غزة حيث التقت بوحدات من فرقة الأنزاك الراكبة. وعثرت هناك على مخازن كبيرة وإمدادات المياه. وأبلغوا أيضاً عن إخلاء بلدات بيت جرجا وبربرة وحليقات من الوحدات العثمانية.

## الملاحظات
1. ↑  تجنب الخلط بينها وبين تلال سوسج ريدج (Sausage Ridge) الواقعة جنوب شرق غزة، والتي شكلت جزءاً من الخط الدفاعي من غزة إلى بئر السبع، قبل معركة غزة الثانية وأثناء الجمود في جنوب فلسطين. (طالع مقالة المعركة الثانية التي تتضمن خريطة فولز رقم 14 والتي توضح العمليات المركزية في 17 أبريل 1917. File:FallsMap14detGaza.jpeg)
2. ↑  خدم لواء فرسان الخدمة الإمبراطورية في القوة في مصر أثناء الدفاع عن قناة السويس بما في ذلك الغارة على قناة السويس في وقت مبكر من 1915. وبعد ذلك خدموا في خطوط اتصال قوة التجريدة المصرية قبل أن يصبحوا تحت القيادة المباشرة لألنبي.[42]
3. ↑  يذكرها تقرير فولز وباجيت في الساعة 15:00.[46]
4. ↑  يشير فولز إلى الفوج الثاني عشر من الخيول الخفيفة جنباً إلى جنب مع لواء فرسان الخدمة الإمبراطورية ولكن وفقاً للمذكرات الحربية لفوج الخيول الخفيفة الثاني عشر، فقد عادوا إلى هوج.[48]
5. ↑  أُجبرت الأسراب الثلاثة من سلاح الفرسان في الفيلق الحادي والعشرين ولواء فرسان الخدمة الإمبراطورية على العودة إلى غزة للحصول على الإمدادات والمياه.[53]
6. ↑  ذُكر أيضاً أن الفرقة 54 هي الفرقة العثمانية التي تدافع عن سوسج ريدج.[57]
7. ↑  انتقد غرينجر العملية، قائلاً «مع قدر الخيال»: كان بإمكان البريطانيين تطويق حرس المؤخرة في سوسج ريدج، و«إنقاذ عدة مئات من القتلى والجرحى».[68]
8. ↑   يذكر غرينجر أن الفرقة 53 (الويلزية) عادت إلى بئر السبع.[77]

### فهرس المراجع
1. 1 2  Grainger 2006, p. 159
2. 1 2  Erickson 2007 pp. 124–5
3. ↑  Falls 1930 Vol. 2 pp. 117, 130, Sketch Map 8
4. ↑  Falls 1930 Vol. 2 p. 76
5. ↑  Bruce p. 146
6. 1 2 3 4  Falls 1930 Vol. 2 p. 131
7. ↑  Preston 1921, p. 58
8. ↑  Falls 1930 Vol. 2 pp. 35, 42, 69
9. ↑  Erickson 2001 pp. 170, 172
10. ↑  Erickson 2007 p. 103
11. ↑  Erickson 2007 pp. 104–5
12. ↑  Falls 1930 Vol. 2 p. 75
13. 1 2 3  Keogh 1955 p. 161
14. ↑  Wavell 1968 pp. 144–5
15. ↑  Allenby letter to Wigram 7 November 1917 intended for the King in Hughes 2004 p. 79
16. ↑  Falls 1930 Vol. 2 pp. 110–1
17. ↑  Falls 1930 Vol. 2 p. 117
18. ↑  Grainger 2006 p. 153
19. ↑  Falls 1930 Vol. 2 p. 118
20. ↑  Preston 1921 pp. 48–51
21. 1 2 3 4 5  Baly 2003 p. 124
22. 1 2  Falls 1930 Vol. 2 pp. 131–2
23. 1 2  Gullett 1919 p. 16
24. ↑  Powles 1922 p. 143
25. ↑  Falls 1930 Vol. 2 p. 118, Sketch Map 8
26. 1 2 3 4  Falls 1930 Vol. 2 p. 130
27. ↑  Massey 1919 p. 45
28. ↑  Bruce 2002 p. 143
29. 1 2  Carver 2003 p. 218
30. 1 2  Wavell 1968 pp. 150–1
31. 1 2  Bruce 2002 pp. 147–9
32. ↑  Keogh 1955 p. 137
33. ↑  Falls 1930 Vol. 2 pp. 21–2
34. ↑  Falls 1930 Vol. 2 pp. 75–6
35. 1 2 3 4  Grainger 2006 p. 150
36. 1 2  Egyptian Expeditionary Force General Staff War Diary 7 November 1917 AWM4-1-6-19 Part 2
37. 1 2 3  Grainger 2006 p. 155
38. ↑  Grainger 2006 p. 145
39. ↑  Anon 1920 p. 14
40. 1 2 3 4  Preston 1921 pp. 48–9
41. 1 2 3  Grainger 2006 pp. 149–50
42. ↑  Grainger 2006 pp. 128–9
43. 1 2  Falls 1930 Vol. 2 p. 137
44. ↑  Preston 1921 p. 52
45. 1 2 3  12th Light Horse Regiment War Diary 8 November 1917 AWM4-10-17-10
46. ↑  Paget 1994 Vol. 5 p. 187, Falls 1930 Vol. 2 p. 137
47. ↑  Falls 1930 Vol. 2 pp. 118–9
48. ↑  12th Light Horse Regiment War Diary November 1917 AWM4-10-17-10, Falls 1930 Vol. 2 p. 137
49. ↑  "The British Library MS Viewer". مؤرشف من الأصل في 2023-05-17.
50. ↑  Anon 1920 Map No. 1
51. 1 2  Massey 1919 p. 47
52. ↑  Paget 1994 Vol. 5 p. 187
53. ↑  Paget 1994 Vol. 5 p. 187
54. 1 2  Bruce 2002 p. 146
55. 1 2  Falls 1930 Vol. 2 p. 132
56. 1 2  Falls 1930 Vol. 2 Sketch Map 8
57. ↑  Erickson 2001 p. 173
58. ↑  Falls 1930 Vol. 2 pp. 132–3
59. 1 2 3 4  Falls 1930 Vol. 2 p. 133
60. 1 2 3  Falls 1930 Vol. 2 p. 135
61. ↑  Falls 1930 Vol. 2 pp. 134–5
62. ↑  Falls 1930 Vol. 2 p. 135 and detail of Sketch Map 6
63. 1 2 3 4  Wavell 1968 pp. 148–9
64. 1 2 3  Falls 1930 Vol. 2 p. 136
65. ↑  Falls 1930 Vol. 2 p. 119
66. ↑  Falls 1930 Vol. 2 p. 134
67. ↑  Falls 1930 Vol. 2 pp. 136–7
68. ↑  Grainger 2006 p. 156
69. ↑  Powles 1922 p. 144
70. ↑  Hughes 2004 p. 80
71. ↑  Falls 1930 Vol. 2 pp. 138–9
72. ↑  Gullett 1941 p. 448
73. ↑  Cutlack 1941 p. 57 note
74. ↑  Falls 1930 Vol. 2 pp. 137–8
75. 1 2  Grainger 2006 pp. 157–8
76. ↑  New Zealand Mounted Rifles Brigade War Diary 8–9 November 1917 AWM4-35-1-31
77. ↑  Grainger 2006 pp. 157–8
78. ↑  Preston 1921 p. 60
79. ↑  Falls 1930 Vol. 2 p. 138

### المعلومات الكاملة للمراجع
- "12th Light Horse Regiment War Diary". First World War Diaries AWM4, 10-17-10. Canberra: Australian War Memorial. نوفمبر 1917. مؤرشف من الأصل في 2011-03-16. اطلع عليه بتاريخ 2013-12-02.
- "New Zealand Mounted Rifles Brigade Headquarters War Diary". First World War Diaries AWM4, 35-1-31. Canberra: Australian War Memorial. نوفمبر 1917. مؤرشف من الأصل في 2012-04-19. اطلع عليه بتاريخ 2013-12-02.
- "Egyptian Expeditionary Force General Staff Headquarters War Diary". First World War Diaries AWM4, 1-6-19 Part 2. Canberra: Australian War Memorial. نوفمبر 1917. مؤرشف من الأصل في 2012-10-25. اطلع عليه بتاريخ 2013-12-02.
- Anonymous (1920). History of the 15th Imperial Service Cavalry Brigade during the Great War 19145–1918. London: His Majesty's Stationery Office/British Library. مؤرشف من الأصل في 2023-05-17. اطلع عليه بتاريخ 2013-11-27.
- Baly، Lindsay (2003). Horseman, Pass By: The Australian Light Horse in World War I. East Roseville, Sydney: Simon & Schuster. OCLC:223425266.
- Blenkinsop، Layton John؛ Rainey، John Wakefield، المحررون (1925). History of the Great War Based on Official Documents Veterinary Services. London: H.M. Stationers. OCLC:460717714.
- Bruce، Anthony (2002). The Last Crusade: The Palestine Campaign in the First World War. London: John Murray. ISBN:978-0-7195-5432-2.
- Carver، Michael, Field Marshal Lord (2003). The National Army Museum Book of The Turkish Front 1914–1918: The Campaigns at Gallipoli, in Mesopotamia and in Palestine. London: Pan Macmillan. ISBN:978-0-283-07347-2.{{استشهاد بكتاب}}:  صيانة الاستشهاد: أسماء متعددة: قائمة المؤلفين (link)
- Cutlack، Frederic Morley (1941). The Australian Flying Corps in the Western and Eastern Theatres of War, 1914–1918. Official History of Australia in the War of 1914–1918 (ط. 11th). Canberra: Australian War Memorial. ج. VIII. OCLC:220900299. مؤرشف من الأصل في 2023-09-29.
- Erickson، Edward (2001) [2000]. Ordered to Die: A History of the Ottoman Army in the First World War. Westport, Connecticut: Greenwood Publishing. ISBN:0-313-31516-7.
- Erickson، Edward J. (2007). John Gooch؛ Brian Holden Reid (المحررون). Ottoman Army Effectiveness in World War I: A Comparative Study. No. 26 of Cass Military History and Policy series. Milton Park, Abingdon, Oxon: Routledge. ISBN:978-0-203-96456-9.
- Falls، Cyril (1930). Military Operations Egypt & Palestine: From June 1917 to the End of the War. Official History of the Great War Based on Official Documents by Direction of the Historical Section of the Committee of Imperial Defence. A. F. Becke (maps). London: H.M. Stationery Office. ج. 2 Part I. OCLC:644354483.
- Grainger، John D. (2006). The Battle for Palestine, 1917. Woodbridge: Boydell Press. ISBN:978-1-843-83263-8. OCLC:255698307. مؤرشف من الأصل في 2023-06-03.
- Gullett، Henry S.؛ Barnet، Charles؛ Baker (Art Editor)، David، المحررون (1919). Australia in Palestine. Sydney: Angus & Robertson. OCLC:224023558. {{استشهاد بكتاب}}: |محرر3-الأخير= باسم عام (مساعدة)
- Gullett، Henry S. (1941). The Australian Imperial Force in Sinai and Palestine, 1914–1918. Official History of Australia in the War of 1914–1918 (ط. 11th). Canberra: Australian War Memorial. ج. VII. OCLC:220900153. مؤرشف من الأصل في 2023-09-22.
- Hughes، Matthew، المحرر (2004). Allenby in Palestine: The Middle East Correspondence of Field Marshal Viscount Allenby June 1917 – October 1919. Army Records Society. Phoenix Mill, Thrupp, Stroud, Gloucestershire: Sutton Publishing. ج. 22. ISBN:978-0-7509-3841-9.
- Keogh، E. G.؛ Joan Graham (1955). Suez to Aleppo. Melbourne: Directorate of Military Training by Wilkie & Co. OCLC:220029983.
- Massey، William Thomas (1919). How Jerusalem Was Won: Being the Record of Allenby's Campaign in Palestine. London: Constable and Company. OCLC:2056476. مؤرشف من الأصل في 2024-03-25.
- Paget، G.C.H.V Marquess of Anglesey (1994). Egypt, Palestine and Syria 1914 to 1919. A History of the British Cavalry 1816–1919. London: Leo Cooper. ج. 5. ISBN:978-0-85052-395-9.
- Powles، C. Guy؛ A. Wilkie (1922). The New Zealanders in Sinai and Palestine. Official History New Zealand's Effort in the Great War. Auckland: Whitcombe & Tombs. ج. III. OCLC:2959465. مؤرشف من الأصل في 2024-05-18.
- Preston، R. M. P. (1921). The Desert Mounted Corps: An Account of the Cavalry Operations in Palestine and Syria 1917–1918. London: Constable & Co. OCLC:3900439.
- Wavell، Field Marshal Earl (1968) [1933]. "The Palestine Campaigns". في Sheppard، Eric William (المحرر). A Short History of the British Army (ط. 4th). London: Constable & Co. OCLC:35621223.